# Paul Puhallo von Brlog
Pavao barun Puhalo Brloški (njem. Paul Freiherr Puhallo von Brlog), (Brlog Ozaljski, 21. veljače 1856. – Beč, 12. listopada 1926.), hrvatski plemić i vojskovođa. Bio je general u službi austrougarske vojske. Tijekom Prvog svjetskog rata zapovijedao je 3. armijom i 1. armijom na Istočnom bojištu. 

## Vojna karijera
Pavao Puhalo rođen je 21. veljače 1854. u Brlogu u Hrvatskoj. Sin je Mihajla Puhala (njem. Michael), također istaknutog austrougarskog vojnog zapovjednika, koji je za razliku od svoga sina cijeloga života svoje prezime pisao s jednim "l". Njegov brat Izak (njem. Isaak) je također bio časnik u austrougarskoj vojsci, ali je iz iste otpušten 1887. zbog neurednog obnašanja dužnosti.
Puhalo se školovao u austrougarskim vojnim školama, i to u Ungarisch-Weisskirchenu, Kamenitzu i Günsu, nakon čega je od 1870. pohađao i završio Vojnu školu u Mährisch-Weisskirchenu. Poslije završetka iste, promaknut je 1877. u čin poručnika. Od 1880. pohađa topnički tečaj u Beču koji završava s odličnim uspjehom, nakon kojeg služi kao stožerni časnik korpusa. U studenom 1886. promaknut je u satnika, te služi kao predavač na vojnoj akademiji. Navedenu dužnost obavlja do rujna 1892., kada postaje načelnik stožera 3. pješačke divizije smještene u Linzu gdje dočekuje i promaknuće u bojnika u svibnju 1893. godine.
U studenom 1895. unaprijeđen je u čin potpukovnika, nakon čega dobiva zapovjedništvo nad 55. pješačkom pukovnijom sa sjedištem u Tarnopolu. U rujnu 1898. ponovno postaje predavač na Vojnoj akademiji u Beču, nakon čega je dva mjeseca kasnije promaknut u čin pukovnika. U svibnju 1903. postaje načelnikom izuzetno važnog odjela za planiranje austrougarskog Glavnog stožera, koju dužnost obnaša do travnja 1905. kada postaje zapovjednikom 50. pješačke brigade smještene u Beču. U svibnju 1905. ponovno je unaprijeđen, i to u čin general bojnika, dok u listopadu 1906. postaje ravnateljem Vojne akademije.
Godine 1908. njegov otac Mihajlo dobiva plemićku titulu, što je obuhvatilo i potomke potonjeg, tako da Puhalo dodaje svojem prezimenu plemićki naziv "Brloški" (njem. "von Brlog"). U svibnju 1909. promaknut je u čin podmaršala, nakon čega u rujnu 1910. postaje zapovjednikom 46. landverske divizije smještene u Krakowu. Navedenom divizijom zapovijeda do listopada 1912., kada postaje zapovjednikom V. korpusa, na čijem čelu dočekuje i početak Prvog svjetskog rata.

## Prvi svjetski rat
Na početku Prvog svjetskog rata Puhalov V. korpus nalazio se u sastavu 1. armije kojom je na Istočnom bojištu zapovijedao Viktor Dankl. Puhalo je odmah postigao uspjehe u Bitci kod Krasnika, te su njegove jedinice gotovo dosegle Lublin, poslije čega su se zbog uspješnog ruskog protunapada zajedno s ostalim jedinicama 1. armije morale povući iza rijeke San. Za uspješno zapovijedanje V. korpusom Puhalo je 5. listopada 1914. odlikovan Velikim križem reda željezne krune.
Nakon što je s V. korpusom u jesen 1914. sudjelovao u teškim borbama oko Ivangoroda, Puhalo je s V. korpusom premješten u Karpate u sastav 3. armije kojom je zapovijedao Svetozar Borojević. U sastavu 3. armije Puhalov korpus sudjeluje u Karpatskoj ofenzivi čiji je cilj bio razbiti opsadu tvrđave Przemysl. Nakon neuspjeha ofenzive  obolio je od dizenterije, te je na nekoliko tjedana bio prisiljen napustiti mjesto zapovjednika V. korpusa.
U svibnju 1915. postaje zapovjednikom 3. armije zamijenivši na tom mjestu Svetozara Borojevića koji je zbog ulaska Italije u rat na strani Antante premješten na novootvoreno Talijansko bojište. Zapovijedajući 3. armijom, Puhalo sudjeluje u ofenzivi Gorlice-Tarnow, koja omogućuje oslobađanje Przemysla. Zbog preustroja austrougarske vojske 3. armija je u lipnju 1915. raspuštena nakon čega Puhalo preuzima zapovjedništvo nad 1. armijom zamijenivši na tom mjestu Karla von Kirchbacha. Zapovijedajući navedenom armijom, zauzima mostobrane kod Sandomierza i Tarlo-Josefowa, te zauzima Lavov (njem. Lemberg) i Dubno, nakon čega se bojište stabiliziralo. Za uspješno zapovijedanje je u svibnju 1916. unaprijeđen u čin general pukovnika.
Na početku Brusilovljeve ofenzive Puhalova 1. armija je pretrpjela tako teške gubitke da je morala biti raspuštena. Njen je zapovjednik 25. srpnja 1916. stavljen na raspolaganje, te do kraja rata nije dobio novo zapovjedništvo, iako je to tražio. Glavni stožer krivio ga je za težak austrougarski poraz, te ga nije više razmatrao kao zapovjednika neke od austrougarskih armija. U travnju 1917. odlikovan je Velikim križem reda Leopolda, te je uzdignut u baruna. Umirovljen je 1. svibnja 1917. godine. 

## Poslije rata
Nakon rata postao je građaninom novoosnovane Kraljevine SHS. Kao austrougarski general primao je vrlo malu mirovinu zbog čega je živio u siromaštvu. Zbog toga se preselio u Beč, gdje su mu materijalno pomagali njegovi bivši ratni drugovi.
Preminuo je 12. listopada 1926. godine u 70. godini života u Beču. Njegovo tijelo preneseno je u Linz, gdje je pokopano kad su pogreb platili njegovi ratni suborci. Od 1887. bio je oženjen Annom Hörzinger s kojom je imao jednu kćer.

## Vanjske poveznice
(eng.) Paul Puhallo von Brlog na stranici Austro-Hungarian-Army.co.uk

(eng.) Paul Puhallo von Brlog na stranici Oocities.org

(rus.) Paul Puhallo von Brlog na stranici Hrono.ru

(njem.) Paul Puhallo von Brlog na stranici Weltkriege.at
| Vojne službe                  | Vojne službe                | Vojne službe                            |
| ----------------------------- | --------------------------- | --------------------------------------- |
| prethodnik Svetozar Borojević | Zapovjednik 3. armije 1915. | nasljednik Karl Tersztyanszky           |
| prethodnik Karl von Kirchbach | Zapovjednik 1. armije 1915. | nasljednik Arthur Arz von Straussenburg |